# Når spånerne flyver
Når spånerne flyver er en dansk dokumentarfilm fra 1983 instrueret af Nils Vest og efter manuskript af Karl Utzon.

## Handling
Film om hvordan man kan forhindre arbejdsskader i træindustrien.
Filmen er produceret på bestilling fra Arbejdsmiljøfondet.